# 山梨県道3号甲府市川三郷線
山梨県道3号甲府市川三郷線（やまなしけんどう3ごう こうふいちかわみさとせん）は、山梨県甲府市から同県西八代郡市川三郷町に至る主要地方道に指定された県道である。区間によって、昭和通り（しょうわどおり）、国母通り（こくぼどおり）、遊亀通り（ゆうきどおり）と呼ばれている。

## 概要
かつては甲府市川大門線（こうふいちかわだいもんせん）だったが、2005年（平成17年）10月1日、市川大門町が合併により市川三郷町になったのに伴い、路線名が現在の甲府市川三郷線に変更された。
遊亀・国母通りと昭和通りは実質別ルートとなっており、遊亀・国母通りは中央四丁目から国道358号線（新平和通り）を交差して荒川を渡り、国道20号（甲府バイパス）を立体交差で潜ってほぼ身延線に並行する形で通り、最終的に三郡立体に至る。一方で昭和通りは国道52号（美術館通り）丸の内南郵便局南交差点から荒川を渡り、甲府バイパスを国母交差点で平面交差して国母通りの北側を並走し、甲府リバーサイドタウンを経由して浅原橋の東詰へ至る。なお、遊亀・国母通りと昭和通りは起点と終点が異なるだけでなく通りが交差することもない。

### 路線データ
- 起点：山梨県甲府市中央四丁目（NTT甲府支店西交差点＝国道411号交点）
- 終点：山梨県西八代郡市川三郷町高田（三郡立体＝国道140号交点）
- 延長：21.7 km

## 路線状況

### 通称
- 昭和通り（甲府市）
- 国母通り（甲府市）
- 遊亀通り（甲府市）

### 重複区間
- 山梨県道29号甲府中央右左口線（甲府市中央・NTT甲府支店西交差点 - 甲府市幸町・遠光寺東交差点）
- 山梨県道25号甲斐中央線（中巨摩郡昭和町上河東・常永小学校南交差点 - 中央市布施）

## 地理

### 通過する自治体
- 山梨県
  - 甲府市 - 中巨摩郡昭和町 - 中央市 - 西八代郡市川三郷町

### 交差する道路

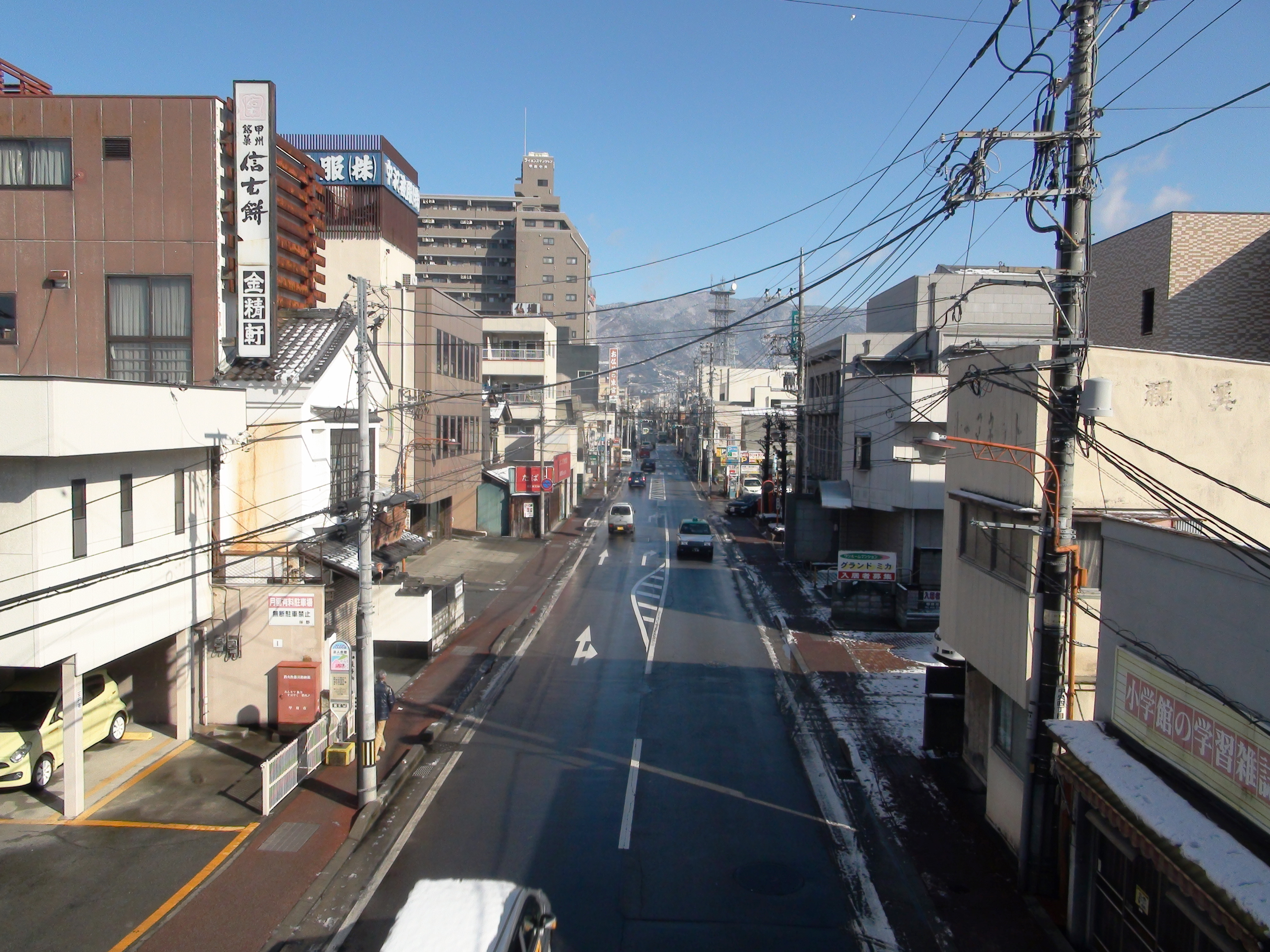
起点近くの遊亀通り（甲府市中央4丁目付近、緑橋歩道橋上から北望）

- 国道411号（甲府市中央・NTT甲府支店西交差点、起点）
- 山梨県道22号甲府笛吹線（甲府市太田町）
- 山梨県道29号甲府中央右左口線（甲府市幸町・遠光寺東交差点）
- 国道358号（甲府市伊勢・遠光寺北交差点）
- 国道20号（甲府市国母・国母立体）
- 山梨県道25号甲斐中央線（中巨摩郡昭和町上河東・常永小学校南交差点）
- 山梨県道12号韮崎南アルプス中央線 新山梨環状道路（中央市布施・田富東ランプ）
- 山梨県道12号韮崎南アルプス中央線（中央市西花輪・西花輪交差点）
- 国道140号（中央市大田和・桃林橋南詰交差点）
- 山梨県道36号笛吹市川三郷線（西八代郡市川三郷町上野・芦川駅入口交差点）
- 山梨県道401号市川大門停車場線（西八代郡市川三郷町市川大門）
- 国道140号（西八代郡市川三郷町高田・三郡立体東、終点）

別線（昭和通り）
- 国道20号（甲府市国母・国母交差点）
- 山梨県道25号甲斐中央線（中巨摩郡昭和町飯喰・飯喰東交差点）
- 山梨県道25号甲斐中央線（中巨摩郡昭和町飯喰・釜無工業団地入口交差点）
- 山梨県道12号韮崎南アルプス中央線 新山梨環状道路（中央市臼井阿原・田富西ランプ）
- 山梨県道12号韮崎南アルプス中央線（中央市臼井阿原・浅原橋東詰交差点）

### 沿線
- 甲府中央郵便局
- 一蓮寺、甲府市遊亀公園、甲府市遊亀公園附属動物園
- 遠光寺
- 甲府市立国母小学校
- 甲府国母郵便局
- 昭和自動車教習所
- 妙泉寺
- 中央市立田富小学校
- 中央市立田富中学校
- 田富花輪郵便局
- 市川三郷町立上野小学校